# Belinda van der Stoep
Belinda van der Stoep (Dordrecht, 18 mei 1989) is een Nederlandse actrice van Ghanese afkomst.

## Carrière
Van der Stoep maakte haar professioneel acteerdebuut in de film Alleen maar nette mensen (2012) en speelde daarna rollen in onder andere de films Lucia de B. (2014) en Gek van Oranje (2018), naast rollen in tv-series als Van God los (2013), Flikken Maastricht (2014) en Flikken Rotterdam (2016). In 2015 studeerde ze af aan de toneelacademie Maastricht. In 2019 heeft ze een van de hoofdrollen in de tv-serie DNA. Ze speelde diverse rollen op toneel, voor onder andere theatergroep Dox, toneelgroep Oostpool en Stage Enterainment. In 2021 heeft ze een grote rol in de telefilm Good Bad Girl en de Nederlandse musical The Sound of Music.

## Filmografie

### Film
| Jaar | Titel                          | Rol                    | Bijzonderheden                 |
| ---- | ------------------------------ | ---------------------- | ------------------------------ |
| 2012 | Cabo                           | Minah                  |                                |
| 2012 | The Domino Effect              | ex-crimineel           |                                |
| 2012 | Alleen maar nette mensen       | Rita                   | deed ook auditie voor hoofdrol |
| 2014 | Lucia de B.                    | gevangene              |                                |
| 2014 | Pak van mijn hart              | Gerda                  |                                |
| 2016 | Fissa                          | Ivana                  |                                |
| 2018 | Gek van Oranje                 | Zanele                 |                                |
| 2018 | Cobain                         | dokter                 |                                |
| 2018 | Mannen van Mars                | schoonheidsspecialiste |                                |
| 2020 | De beentjes van Sint-Hildegard | uroloog                |                                |
| 2020 | Bon Bini: Judeska in da House  | Gabriëlla              |                                |
| 2021 | De Dansende Man                | Zus                    | korte film                     |
| 2021 | Aeronaut                       | Kevin                  | korte film                     |

### Televisie
| Jaar      | Titel                | Rol                           | Bijzonderheden |
| --------- | -------------------- | ----------------------------- | -------------- |
| 2013      | Van God los          | Adinda                        | 1 aflevering   |
| 2014      | Flikken Maastricht   | Julia                         | 1 aflevering   |
| 2014-2016 | Celblok H            | Janna Vrengdehil / Vreugdehil | 3 afleveringen |
| 2016      | Flikken Rotterdam    | Helen Landvreugd              | 1 aflevering   |
| 2016      | Als de dijken breken | hulpverlener                  | 1 aflevering   |
| 2016      | Nieuwe buren         | collega Sunline               | 4 afleveringen |
| 2018      | Gewoon vrienden      | medewerker                    | televisiefilm  |
| 2018      | Zuidas               | Cheryl van Luyn               | 1 aflevering   |
| 2019      | Verborgen Verhalen   | juf                           | 1 aflevering   |
| 2019      | DNA                  | Eliz Alvaro                   | 3 afleveringen |
| 2021      | Swanenburg           | Sascha                        | 4 afleveringen |
| 2022      | Good Bad Girl        | Dorothy Badu                  | televisiefilm  |
| 2022      | Rampvlucht           | Esi Akayeboh                  | 4 afleveringen |